# Ohm mètre
Ne doit pas être confondu avec Ohmmètre.
Pour les articles homonymes, voir Ohm et Mètre.
Cet article court présente un sujet plus développé dans : Résistivité.
L'ohm mètre (ou ohm-mètre), de symbole Ω m (ou Ω⋅m), est l'unité de résistivité électrique du Système international.
C'est une unité dérivée, qu'on peut aussi exprimer en unités de base :
1 Ω m = 1 m3 kg s−3 A−2.